# Magoksa
Magoksa (마곡사, 麻谷寺) est un temple principal de l'ordre Jogye du bouddhisme coréen à Gongju, Corée du Sud. Il est situé sur le versant oriental du Taehwasan (ko), sur une courbure en forme de taegeuk de la rivière Taegeukcheon. 
Le temple est dit avoir été construit par le prêtre Chajang-Taesa en l'an 640 au cours de la 41e année du règne de Mu-wang, roi de Paekche.
Le site abrite une pagode en pierre à cinq étages. La pagode est située à l'avant centre de la salle bouddhiste principale et a été conçue sous l'influence du bouddhisme Lama. Elle est répertoriée comme trésor n° 799. La pagode en pierre a un faible taux de diminution progressive et est considérée comme instable. La partie nord a été considérablement endommagée par un incendie en 1782 qui a éclaté dans la salle principale du centre bouddhiste ; sa forme originale a été en grande partie perdue. La pagode en pierre a été restaurée en 1974 mais une déformation continue et visible à l'œil nu s'est produite .
Le monument fait partie du site « Sansa, monastères bouddhistes de montagne en Corée », inscrit au patrimoine mondial de l'UNESCO en 2018.

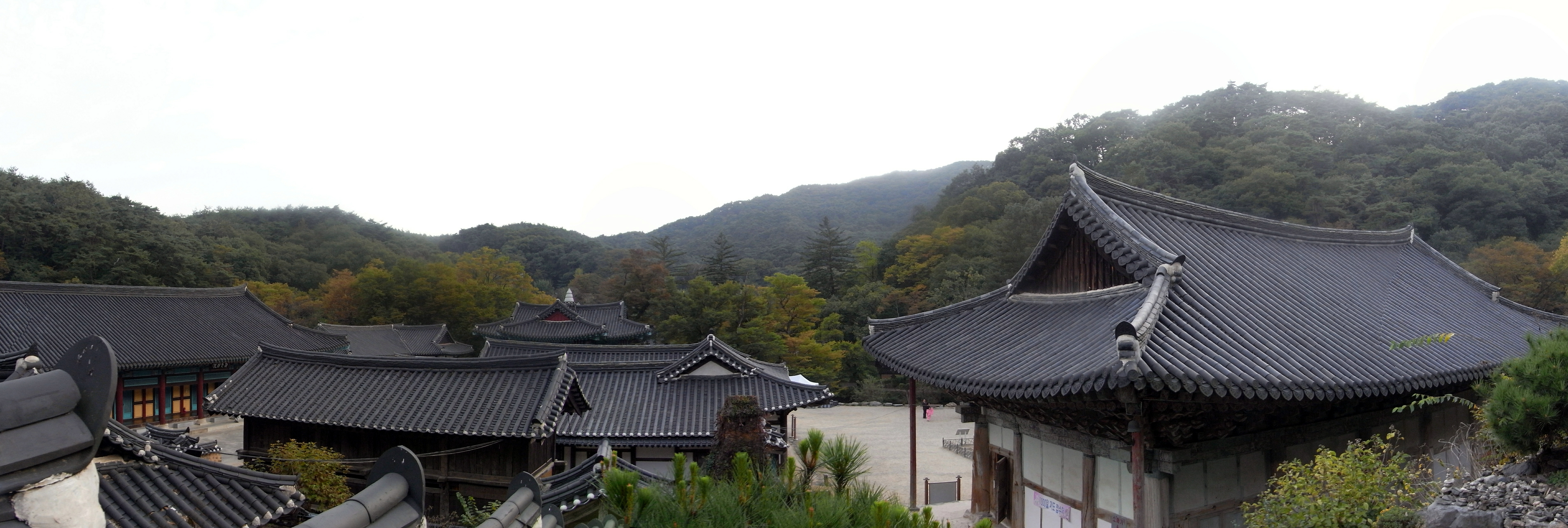
Vue panoramique de Magoksa